# Кафедральный собор Лапуа
Кафедральный собор Лапуа (фин. Lapuan tuomiokirkko) в стиле деревянного ампира представляет собой уникальный, прекрасно сохранившийся образец традиционной церковной архитектуры Финляндии. Собор является одним из ключевых элементов городской среды Лапуа.

## История
За всю историю существования собор капитально перестраивался пять раз. Первая церковь находилась на берегу реки Лапуанйоки примерно в километре от современного собора. Она обрушилась во время урагана в 1594 году, на этом месте был возведен памятник. Лапуа стал приходским центром в 1581 году, поэтому новый собор было решено построить на новом, более подходящем месте. На данном участке он перестраивался еще три раза. Нынешний кафедральный собор, построенный Хейкки Куорикоски по проекту архитектора Карла Людвига Энгеля в архитектурном стиле ампир, был открыт в 1827 году.

## Архитектурные особенности
Крестово-купольный в плане собор, что не вполне обычно для классицизма, выстроен из дерева, что, по-видимому, связано с местными традициями деревянного зодчества и менее высокой стоимостью. 

## Интерьер
Внутреннее убранство собора обновлялось в течение многих лет после окончания строительных работ. Алтарную картину, изображающую распятие, в 1845 году написал финский художник Берндт Годенхьельм. В 1927 году главным дизайнером был Кауно Каллио, он встроил в церковь новые хоры, обновил церковную кафедру и скамьи. 
Художник Пааво Лейнонен расписал паруса центрального купола. Темой росписи четырех парусов стала шестая глава книги Откровения и четыре всадника апокалипсиса. На каждом парусе изображено по скакуну с наездником: всадник на белом коне (Завоеватель), всадник на красном коне (Война), всадник на вороном коне (Голод) и всадник на бледном изображает смерть. Также Пааво Лейнонен спроектировал витражное заполнение окон собора. Реставрация церкви проводилась в 1977 году Сеппо Рихлама, им же были сменены ткани интерьера.

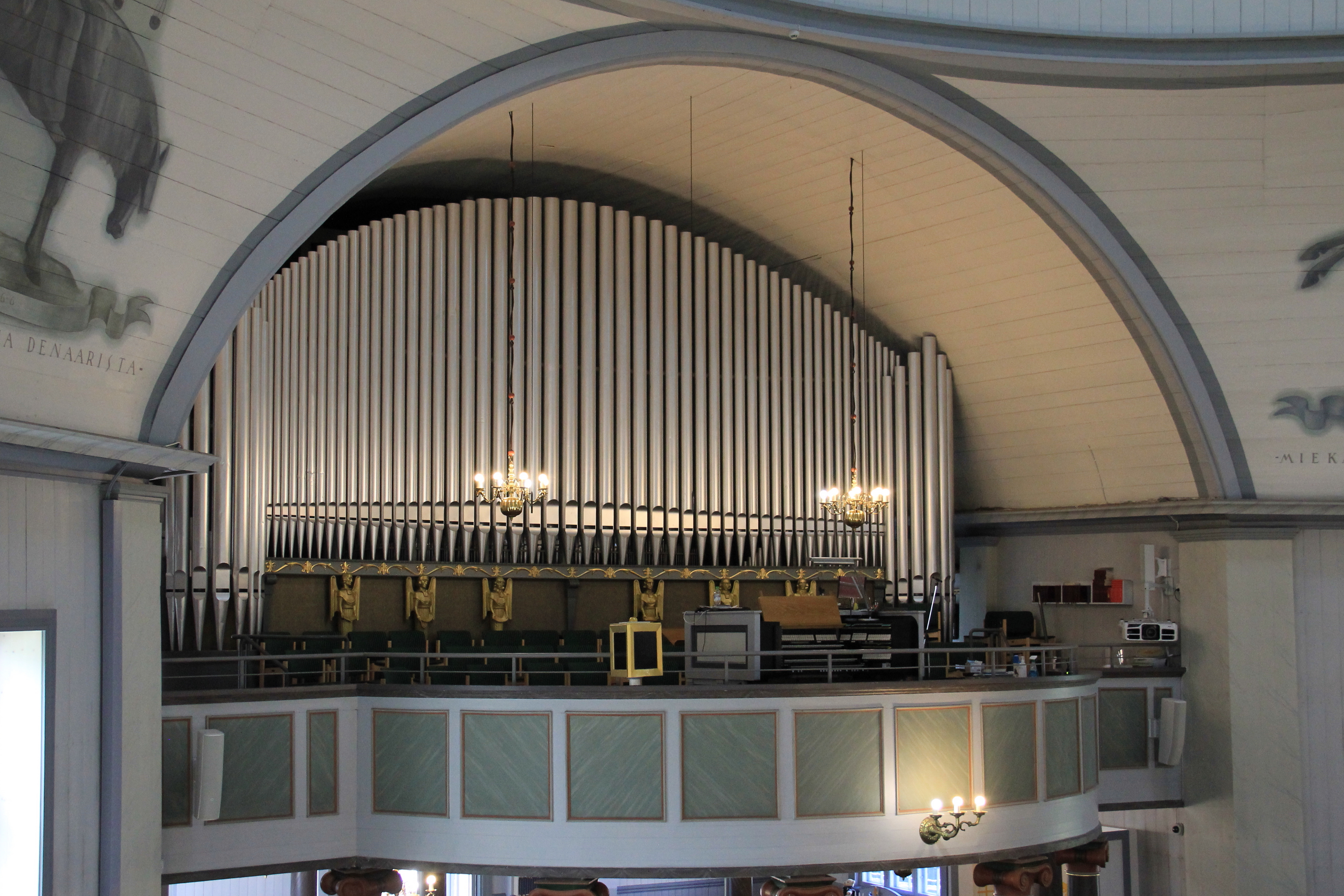
Орган(2021)

### Орган
Первый орган с 14 регистрами был собран в 1876 году датским мастером Йенсом Александром Захариассеном, иммигрировавшим в Финляндию. В 1915 году инструмент был обновлён, но вскоре после этого, в 1930 году, его было решено заменить на более масштабный современный инструмент. За изготовление нового органа взялся завод в Кангасала, где был построен новый 85-регистровый орган, в проектировании и сборке которого участвовал знаменитый в то время органист города Тампере Аарне Вегелиус. Этот орган до сих считается крупнейшим в Финляндии, он имеет четрые мануала и состоит из примерно 6666 или 6667 органных труб, точное количество первоначальных труб, сохранившихся с 1876 года, в настоящий момент сложно определить. Орган занимает западные хоры, его фасад украшен немыми трубами, за которыми спрятаны настоящие, а нижняя часть украшена деревянными ангелами вырезанными Каарло Ламминхеймо.

## Церковный двор

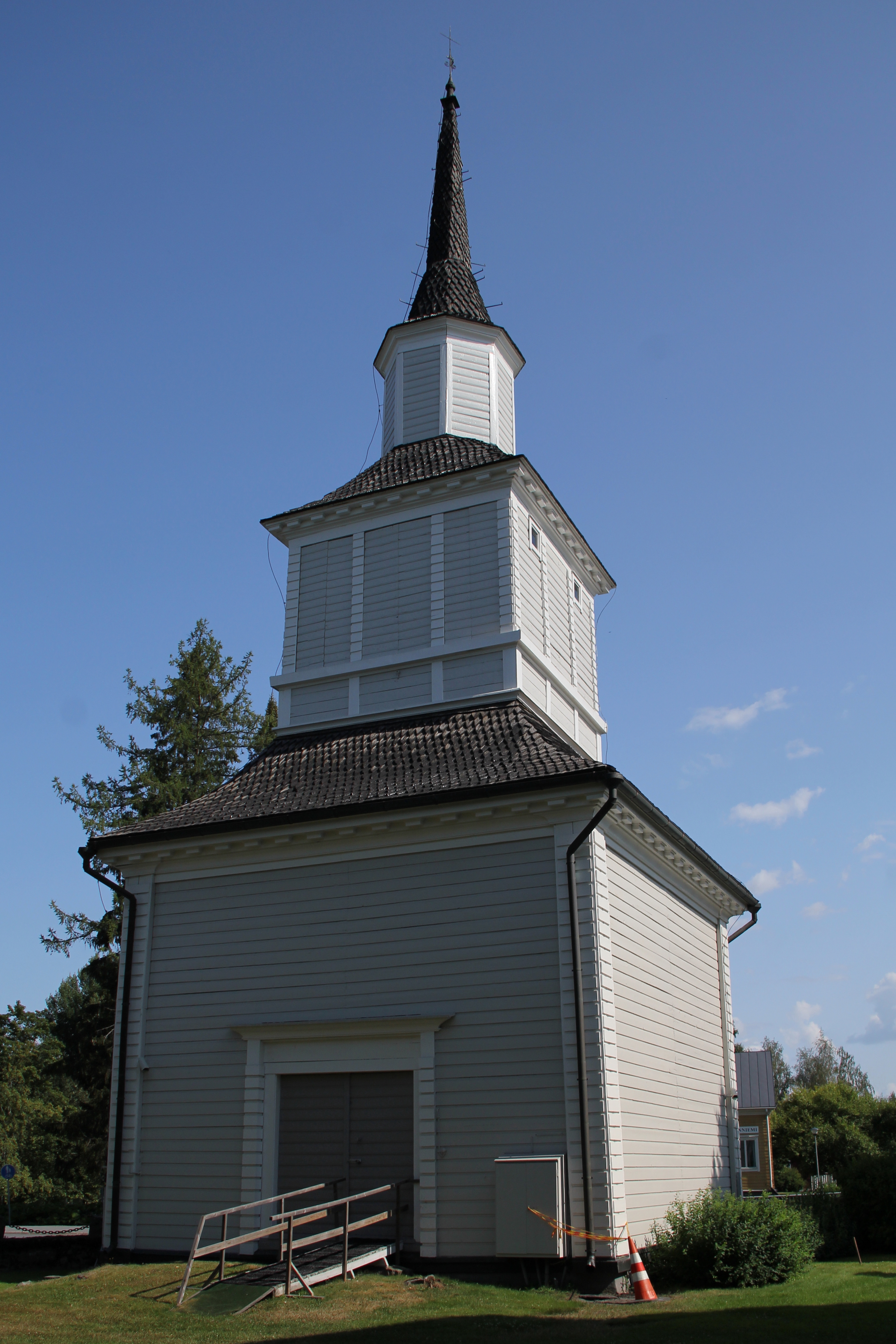
Колокольня(2021)

### Колокольня
На территории церковного двора стоит колокольня, построенная в 1730 году вместе с четвертым собором, колокольня сегодня — это самое старое здание в Лапуа. Колокольня была отреставрирована и надстроена в 1838 году. Внутри находится три колокола, привезенные из города Вааса, весом 750, 350 и 306 кг.

### Памятники и скульптуры

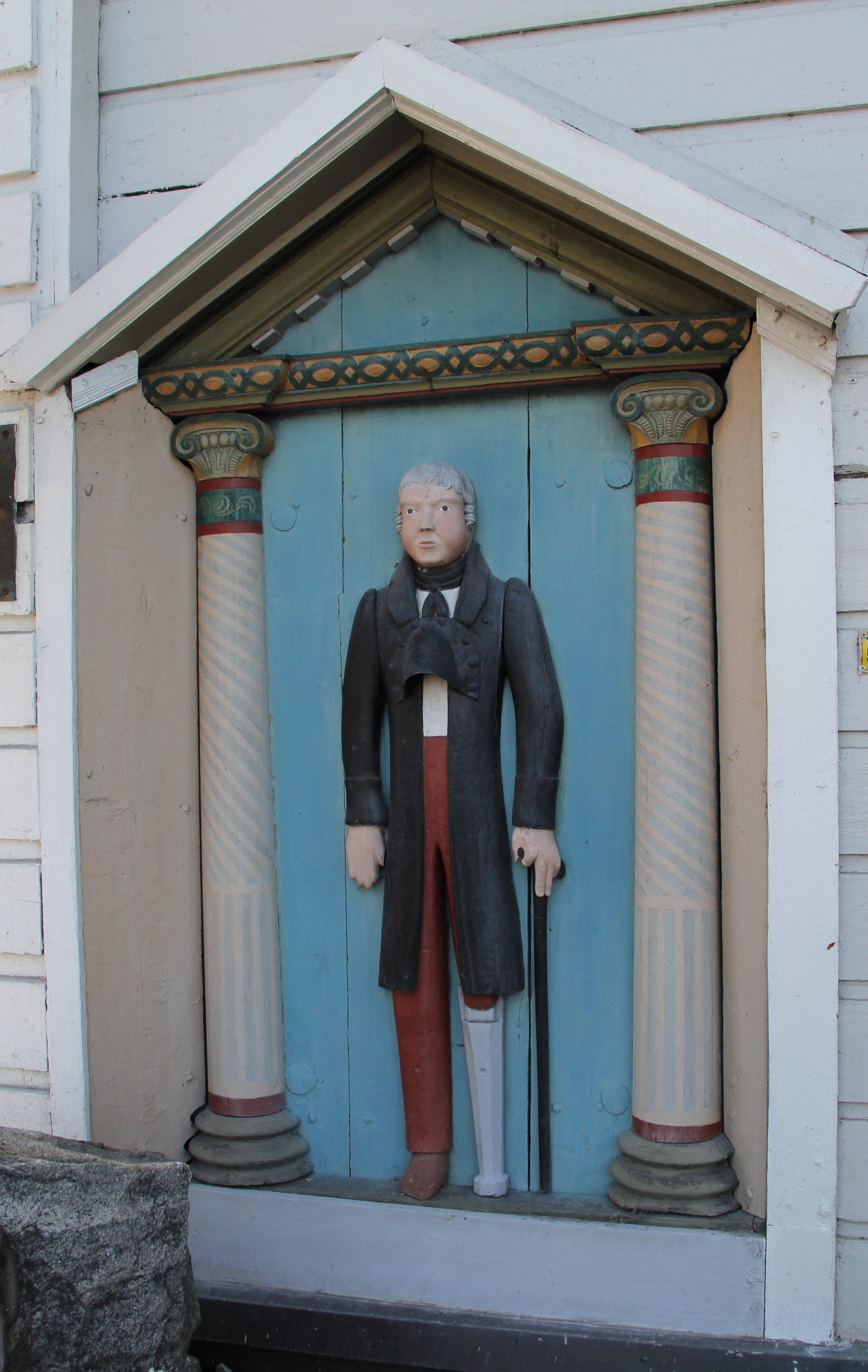
Барельеф, изображающий нищего (2021)

У фасадной стены северо-восточного угла колокольни расположен деревянный барельеф нищего, представляющий собой ящик для пожертвований нуждающимся. Скульптура, выполненная Хейкки Миккиля примерно в 1873 году, была отреставрирована в 2013 году.
Во дворе находится мемориальное захоронение, в котором погребено около 300 солдат, павших в годы советско-финляндских войн (1939—1944). На территории церкви возведено несколько памятников, запечатлевших трагические моменты истории Финляндии: памятник погибшим (Юрьё Лиипола, памятник пехотинцам Лаури Леппянена и Каарло Ламминхеймо; памятник мученикам, оставшимся в Карелии, а также скульптура ангела в честь павших во Второй мировой войне; монумент в честь павших в битве при Лапуа во время Русско-шведской войны 1808 года. Также в церковном дворе стоят две пушки, взятые как военные трофеи во время Гражданской войны в Финляндии.

## Мероприятия
В церкви проходят церковные службы и обряды. Также в соборе часто проводятся органные концерты и раз в два года фестиваль игры на органе.